# Ленцман, Ян Давыдович
Ян Давы́дович Ле́нцман (Янис Ленцманис (латыш. Jānis Lencmanis), 29 ноября 1881 — 7 марта 1939) — латышский революционер, член ЦК СДЛК, заместитель председателя и комиссар внутренних дел Латвийской Социалистической Советской Республики, затем военный и хозяйственный деятель в СССР.

## Биография
Родился 29 ноября 1881 года в Добленском уезде Курляндской губернии, латыш. Член РСДРП с 1899 года. Активный участник революции 1905—1907, член ЦК СДЛК, участвовал в подготовке Либавского восстания. много раз подвергался арестам и ссылке. Делегат нескольких съездов СДЛК и V съезда РСДРП. В 1906 −1908 — в эмиграции, жил в Швеции, Германии, Швейцарии, Дании. Нелегально вернулся в Россию в 1908 году, работал в Баку и Риге. В 1915 году арестован и в 1916 сослан в Сибирь, откуда бежал накануне Февральской революции. На I Всероссийском съезде Советов рабочих и солдатских депутатов избран членом ВЦИК. Председатель Ярославского губВРК в июле 1918 года после подавления Ярославского мятежа. С декабря 1918 года работает в Советской Латвии как член Временного советского правительства, с января 1919 — заместитель председателя СНК и комиссар внутренних дел, с марта 1919 — член ЦК КПЛ. В апреле 1919 —феврале 1920 — член РВС и начальник политотдела Армии Советской Латвии, преобразованной в июне 1919 года в 15-ю армию.
В августе 1920 — апреле 1921 — начальник Региструпра ПШ РВСР. Приняв в августе 1920 года Региструпр, Ленцман нашёл Управление в разваленном виде. Докладывая об этом руководству РВСР, он писал, что если какие-то сведения и добывались, то только войсковой разведкой. Причём из-за нескоординированности действий центра и его местных органов в Латвию, например, послали примерно 700 агентов, а в Грузию — не менее 500. Поскольку подходящих людей найти было трудно, то на агентурную работу за рубеж и в местные подразделения посылали кого попало, среди агентуры процветали пьянство, провокации и спекуляция.
В сентябре 1920 года утверждаются вторые за этот год штат и «Положение» о Региструпре, которые можно считать документами переходного периода — от войны к мирному времени. Согласно новому «Положению», Региструпр теперь разрабатывал и выполнял задания РВСР, которые давались ему непосредственно или через ПШ, а подчинялось оно Комиссару ПШ и через него — РВСР.
Под руководством Ленцмана осенью — зимой 1920/1921 штат Региструпра пополнился кадрами с большим опытом подпольной партийной и разведывательной или контрразведывательной работы, среди которых были будущие руководители ГРУ А. Я. Зейбот, Я. К. Берзин и многие другие.
Для Ленцмана руководство Региструпром осложнялось ещё и межведомственными конфликтами — председатель ВЧК-ОГПУ Ф. Э. Дзержинский, стремясь подмять под себя военную разведку, добился того, что в ноябре 1920 года было принято постановление Совета труда и обороны за подписью Ленина, согласно которому Региструпр, помимо РВСР, подчинялся ещё и ВЧК — на правах её отдела. При этом начальник Региструпра входил в коллегию ВЧК с правом решающего голоса. Назначение начальника Региструпра должно было производиться по согласованию РВСР и ВЧК. Однако проведение этого постановления в жизнь встретило сильное сопротивление со стороны военных, в результате чего Региструпр так и не включили в ВЧК. В связи с этим 20 декабря 1920 года ВЧК создало собственный орган агентурной внешней разведки — иностранный отдел (ИНО). Но при этом начальник Регистрационного, а потом и Разведывательного управления РККА оставался членом коллегии ВЧК и по-прежнему назначался по согласованию с Чрезвычайной Комиссией, что в дальнейшем привело к объединению зарубежных агентурных сетей, назначению единых резидентов и их двойному подчинению.
В апреле 1921 года Региструпр был преобразован в Разведывательное управление Штаба РККА, а Ленцман 12 апреля 1921 года был освобождён от должности его начальника и переведён на хозяйственную работу. В 1921—1924 — начальник Петроградского торгового порта и член Петроградского губкома РКП(б), в 1924 −1925 — заместитель председателя правления Китайско-Восточной железной дороги, в 1925—1931 — председатель правления Совторгфлота, работал в латвийской секции Коминтерна, управляющим сибирским филиалом «Гипромеза» в Томске, помощником начальника Управления государственных доходов Наркомата финансов, начальником общей группы отдела кадров строительства Дворца Советов.
Арестован 24 ноября 1937 года, расстрелян 7 марта 1939 года. Посмертно реабилитирован в 1956 году.
Награждён орденом Красного Знамени (1928).

## Память
- Имя «Янис Ленцманис» носило рефрижераторное судно Латвийского Морского Пароходства.